# Jožica Čeh
Jožica Čeh Steger, slovenska literarna zgodovinarka, izredna profesorica za slovensko književnost na Filozofski fakulteti Univerze v Mariboru, * 22. februar 1965, Ptuj.

## Življenjepis
Po končani osnovni šoli se je vpisala na Srednjo družboslovno šolo. Leta 1984 je vpisala študij slovenščine in nemščine na Pedagoški akademiji v Mariboru. Po opravljeni višješolski diplomi je v študijskem letu 1987/88 nadaljevala študij slovenščine in nemščine na visokošolskem programu Pedagoške fakultete v Mariboru, kjer je leta 1990 diplomirala z nalogo iz slovenske književnosti. Med študijem je bila na enomesečnem izpopolnjevanju iz nemškega jezika v Marburgu ob Lahni. Leta 1990 je za svoje študijske uspehe in obštudijske dejavnosti prejela zlati znak Univerze v Mariboru.
Leta 1994 je na Filozofski fakulteti v Ljubljani magistrirala z delom Metaforika v Župančičevi poeziji od Čaše opojnosti do zbirke V zarje Vidove, tu je leta 2000 tudi doktorirala z disertacijo Metaforika v Cankarjevi kratki pripovedni prozi. Leta 2001 je za posebno uspešen doktorski študij na področju literarnih znanosti prejela nagrado Slavističnega društva Slovenije.
Nekaj časa je opravljala delo lektorice pri časopisu Večer. V šolskem letu 1990/91 je v Srednješolskem centru na Ptuju začela poučevati slovenski jezik s književnostjo. Od 1991 do 1995 je bila na Oddelku za slovanske jezike in književnosti Pedagoške fakultete v Mariboru zaposlena kot mlada raziskovalka, od 1996 do 2000 je bila asistentka za novejšo književnost in literarno teorijo in novembra 2000 izvoljena v naziv docentke za slovensko književnost in literarno teorijo. Od 1996 do 1998 je bila lektorica za slovenski jezik na Inštitutu za slavistiko ter na Inštitutu za prevajalstvo v Gradcu. Od leta 2005 je izredna profesorica za slovensko književnost na Filozofski fakulteti v Mariboru.

## Strokovna področja
Raziskuje slovensko poezijo in pripovedništvo 19. in prve polovice 20. stoletja in njene slogovne značilnosti, teorijo metafore in obdelavo metafore pri slovenskih avtorjih. Del svoje raziskovalne pozornosti posveča preučevanju stikov in literarnih povezav slovenske moderne z avstrijsko in hrvaško moderno, literaturi 19. in 20. stoletja na Štajerskem in v Prekmurju, intertekstualnim povezavam med liriko slovenske moderne in folklornim izročilom in vlogi jezika v literaturi. Ukvarja se tudi s pisanjem bibliografij, s kritiko in ocenami strokovne literature, recenzijami učbenikov, uredniškim delom pri založbi Zora. Sodeluje na domačih in mednarodnih konferencah. Znanstvene razprave objavlja v domačih in tujih slavističnih oz. slovenističnih revijah: Slavistični reviji, Jeziku in slovstvu , Znanstveni reviji, Otroku in knjigi, v reviji Studia Slavica Savariensia in v reviji Riječ. Je aktivna članica Slavističnega društva Maribor, od 1991 sodeluje pri osnovno- in srednješolskem tekmovanju v znanju materinščine za Cankarjevo priznanje. Od leta 2006 je članica komisije za znanstvenoraziskovalne zadeve. Vključena je v raziskovalni projekt Besedoslovne spremembe slovenskega jezika skozi čas in prostor.